# 존 캐천바크

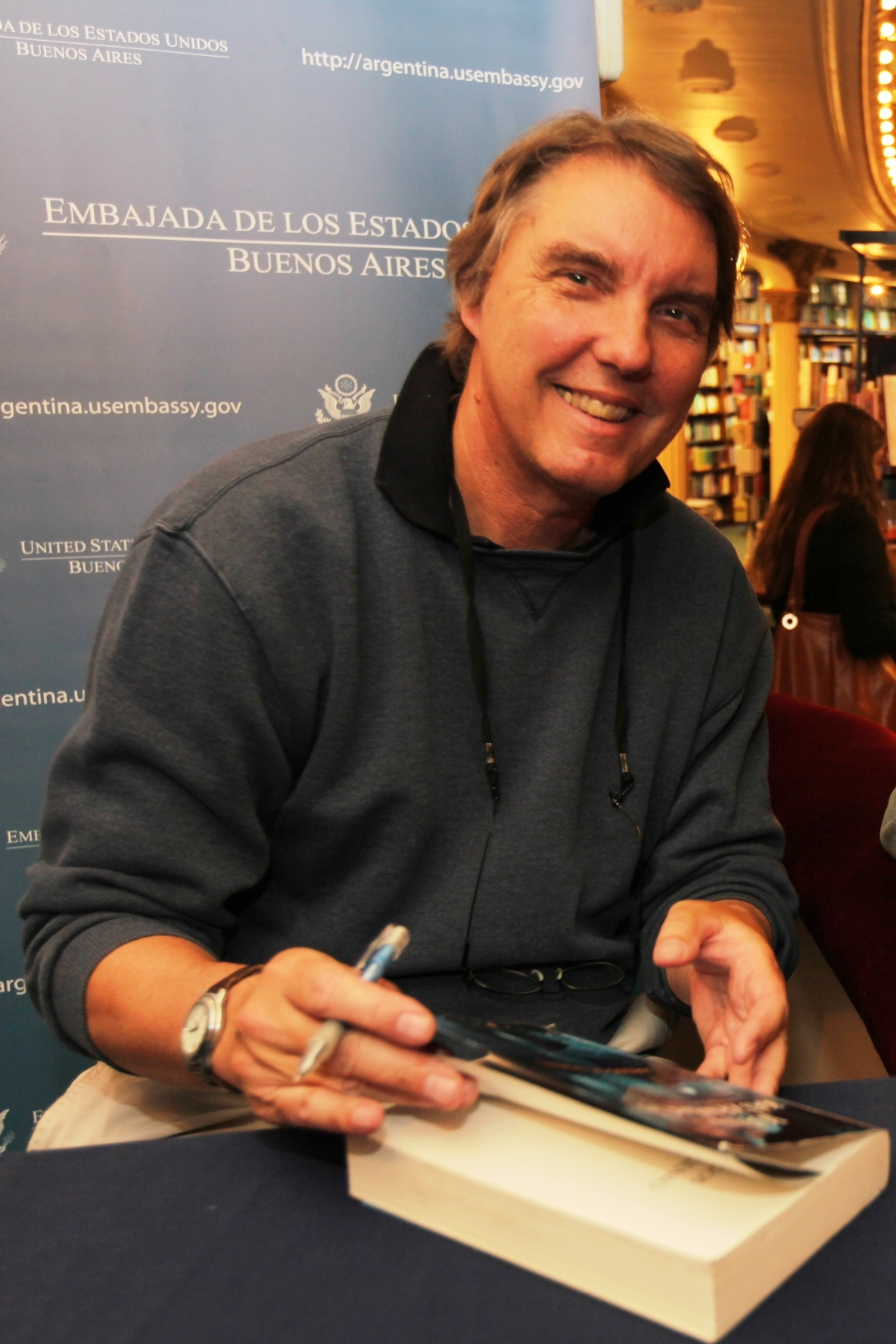
부에노스아이레스 국제도서전에서의 카첸바흐

존 카젠바흐(John Katzenbach, 1950년 6월 23일 ~)는 미국의 소설 작가이다. 전 미국 법무부장관 니콜라스 카첸바흐의 아들이다